# Neohelvibotys arizonensis
Neohelvibotys arizonensis är en fjärilsart som beskrevs av Hahn William Capps 1967.
Neohelvibotys arizonensis ingår i släktet Neohelvibotys och familjen Crambidae. Inga underarter finns listade i Catalogue of Life.